# 唐纳德·赫尔姆奎斯特
唐纳德·李·赫尔姆奎斯特（Donald Lee Holmquest，1939年4月7日—）曾是一位美国国家航空航天局的宇航员。